# Tour der New South Wales Waratahs nach Europa und Kanada 1927/28
| Tour der New South Wales Waratahs nach Europa und Kanada 1927/28 | Tour der New South Wales Waratahs nach Europa und Kanada 1927/28 | Tour der New South Wales Waratahs nach Europa und Kanada 1927/28 | Tour der New South Wales Waratahs nach Europa und Kanada 1927/28 | Tour der New South Wales Waratahs nach Europa und Kanada 1927/28 |
| Übersicht                                                        | S                                                                | G                                                                | U                                                                | N                                                                |
| ---------------------------------------------------------------- | ---------------------------------------------------------------- | ---------------------------------------------------------------- | ---------------------------------------------------------------- | ---------------------------------------------------------------- |
| Test Matches                                                     | 05                                                               | 03                                                               | 0                                                                | 2                                                                |
| Sonstige Spiele                                                  | 33                                                               | 28                                                               | 2                                                                | 3                                                                |
| Gesamt                                                           | 38                                                               | 31                                                               | 2                                                                | 5                                                                |
|                                                                  |                                                                  |                                                                  |                                                                  |                                                                  |
| England                                                          | 01                                                               | 0                                                                | 0                                                                | 1                                                                |
| Frankreich                                                       | 01                                                               | 01                                                               | 0                                                                | 0                                                                |
| Irland                                                           | 01                                                               | 01                                                               | 0                                                                | 0                                                                |
| Schottland                                                       | 01                                                               | 0                                                                | 0                                                                | 1                                                                |
| Wales                                                            | 01                                                               | 01                                                               | 0                                                                | 0                                                                |

Die Tour der New South Wales Waratahs nach Europa und Kanada 1927/28 umfasste eine Reihe von Freundschaftsspielen der New South Wales Waratahs, des Auswahlteams des australischen Regionalverbandes New South Wales Rugby Union in der Sportart Rugby Union. Das Team reiste von Juli 1927 bis März 1928 durch Ceylon, Großbritannien, Irland, Frankreich und Kanada. Während dieser Zeit bestritt es 38 Spiele. Dazu gehörten fünf Test Matches mit den Nationalmannschaften der Home Nations und Frankreichs. Insgesamt entschieden die Waratahs 33 Partien für sich, darunter drei Test Matches.
Nach dem Ersten Weltkrieg war der Rugby-Union-Spielbetrieb in Australien zunächst nur in New South Wales wieder aufgenommen worden (viele Spieler wechselten zu Rugby League, vor allem in Queensland), sodass offizielle Test Matches der australischen Nationalmannschaft erst 1929 wieder stattfanden. 1986 sprach die Australian Rugby Union den Spielen, die die Waratahs zwischen 1920 und 1928 gegen internationale Mannschaften bestritten hatten, den Status von Test Matches zu, sodass sie für Australien gewertet werden. Die europäischen Verbände taten später dasselbe.

## Ereignisse

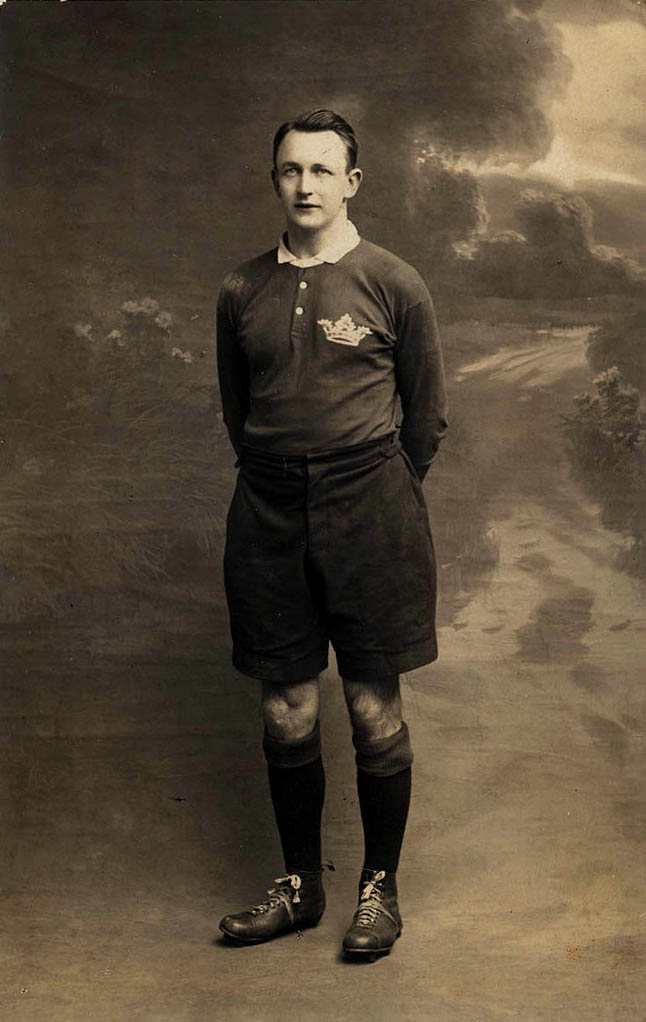
Johnnie Wallace

Die Mannschaft bestand aus 29 Spielern, darunter 28 aus New South Wales und einer aus Queensland. Es handelte sich dabei um den herausragenden Verbindungshalb Verbindungshalb Tom Lawton, der nach Sydney gekommen war, um überhaupt seine Karriere fortsetzen zu können, da es in Brisbane damals keinen organisierten Spielbetrieb gab. Kapitän der Mannschaft war Johnnie Wallace. Beide hatten 1922 jeweils ein Rhodes-Stipendium erhalten. Während ihres Studienaufenthalts spielten sie für den Oxford University RFC, Wallace in den Jahren 1923 bis 1926 zusätzlich neunmal für die schottische Nationalmannschaft.
Das Team verließ Sydney am 22. Juli 1927 mit dem Zug in Richtung Melbourne. Am Nachmittag ihrer Ankunft bestritten sie dort ein Spiel gegen eine Einladungsmannschaft aus Victoria. Von Melbourne aus fuhren sie am 26. Juli mit dem Schiff Ormonde nach Adelaide, wo sie einen eintägigen Zwischenstopp einlegten. Am 10. August legte die Ormonde in Colombo an, wo die Waratahs bei der Colombo Rugby Union zu Gast waren. Am selben Tag spielten sie vor 5.000 Zuschauern gegen eine ceylonesische Auswahl. Am 11. August stach das Schiff wieder in See. Die Mannschaft ging in Neapel von Bord, um die Ruinen von Pompeji zu besichtigen. Einen weiteren Zwischenstopp legten sie in Toulon ein, bevor sie am 28. August in Gibraltar und am Monatsende in Plymouth eintrafen.
Die Waratahs bereiteten sich in Teignmouth vor, ehe sie durch die Britischen Inseln zu touren begannen. Nachdem am 22. Oktober die Begegnung mit einer Londoner Auswahl im Twickenham Stadium mit 0:0 endete, erlitten die Australier fünf Tage später ihre erste Niederlage, ein 0:3 gegen das Team der Oxforder Universität. Das erste Test Match fand am 12. November in Dublin gegen Irland statt und endete mit einem knappen 5:3-Sieg. Am 26. November setzten sich die Waratahs in Cardiff gegen Wales deutlich mit 18:8 durch. Niederlagen folgten gegen den Pontypool RFC und am 17. Dezember in Edinburgh gegen Schottland. Die Waratahs unternahmen Tagesausflüge zum Loch Lomond und anderen Seen, ebenso ließen sich das königliche Schloss Balmoral zeigen. Zu Neujahr reiste die Gruppe nach London und wurde von Lord Donoughmore, dem Sekretär des House of Lords, und John Henry Whitley, dem Speaker des House of Commons, durch die Houses of Parliament geführt. Ebenso wurde sie dem Prince of Wales im St James’s Palace und König George V. in Sandringham House vorgestellt. In Sandringham begleiteten die Spieler den König auf einem Jagdausflug und nahmen mit Königin Mary den Nachmittagstee ein.

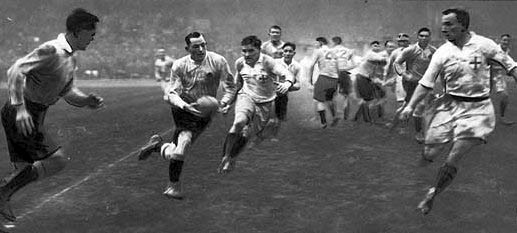
Spielszene gegen England

Später erhielten die Australier eine persönliche Einladung zum Tee in der Piccadilly-Residenz des Herzogs und der Herzogin von York, wo sie die kleine Prinzessin Elizabeth trafen. Drei weitere Tage verbrachten sie in Gesellschaft von Offizieren der British Army, der Royal Air Force und der Royal Navy. Den Höhepunkt bildete eine Besichtigung der Einrichtungen der Royal Navy in Portsmouth, wo man ihnen die Funktionsweise der kürzlich vom Stapel gelaufenen australischen U-Boote Otway und Oxley, das Museumsschiff Victory und der königlichen Yacht Victoria and Albert zeigte. Das erste Spiel im neuen Jahr, ein Test Match am 7. Januar 1928 in London gegen England, ging mit 11:18 verloren. Zwei Tage später ging es weiter nach Bordeaux, wo die Australier eine 10:19-Niederlage gegen eine südfranzösische Auswahl hinnehmen mussten. Das letzte Test Match in Colombes gegen die französische Nationalmannschaft endete hingegen mit einem 11:8-Sieg.
Es folgte ein letztes Spiel, bevor die Mannschaft nach Liverpool reiste, um sich auf die Melita einzuschiffen, die nach Kanada reiste. Mit dem Zug ging es quer durch den Kontinent über Montreal, Toronto und Banff nach Vancouver. Dort blieben die Australier zwölf Tage und trugen drei Spiele gegen lokale Mannschaften aus. Anfang März bestiegen sie die Aorangi und reisten über Honolulu, Suva und Auckland zurück nach Sydney.

## Spielplan
- Hintergrundfarbe grün = Sieg
- Hintergrundfarbe gelb = Unentschieden
- Hintergrundfarbe rot = Niederlage

(Ergebnisse aus der Sicht der Waratahs)
| #  | Datum              | Gegner                           | Ort            | Stadion                        | Ergebnis |
| -- | ------------------ | -------------------------------- | -------------- | ------------------------------ | -------- |
| 01 | 23. Juli 1927      | Victorian Rugby Union            | Melbourne      | Motordrome                     | 19:9     |
| 02 | 10. August 1927    | Ceylon                           | Colombo        | Ceylonese RFC Grounds          | 23:3     |
| 03 | 04. September 1927 | Teignmouth RFC                   | Teignmouth     | Bitton Park Sports Ground      | 28:3     |
| 04 | 07. September 1927 | Plymouth Albion RFC              | Plymouth       | Beacon Park                    | 21:11    |
| 05 | 17. September 1927 | South Western Counties           | Devonport      | Rectory Field                  | 30:3     |
| 06 | 22. September 1927 | Newport RFC                      | Newport        | Rodney Parade                  | 20:3     |
| 07 | 24. September 1927 | Aberavon RFC & Neath RFC         | Port Talbot    | Talbot Athletic Ground         | 24:5     |
| 08 | 27. September 1927 | Abertillery RFC & Cross Keys RFC | Abertillery    | Abertillery Park               | 13:3     |
| 09 | 03. Oktober 1927   | Swansea RFC                      | Swansea        | St Helen’s                     | 11:0     |
| 10 | 06. Oktober 1927   | East Midlands                    | Northampton    | Franklin’s Gardens             | 16:12    |
| 11 | 08. Oktober 1927   | Cumberland & Yorkshire           | Bradford       | Lidget Green                   | 9:3      |
| 12 | 12. Oktober 1927   | Glasgow District                 | Glasgow        | Old Anniesland                 | 10:0     |
| 13 | 15. Oktober 1927   | South of Scotland                | Melrose        | The Greenyards                 | 36:0     |
| 14 | 19. Oktober 1927   | North of Scotland                | Aberdeen       | St Machar Ground               | 21:15    |
| 15 | 22. Oktober 1927   | London Counties                  | London         | Twickenham Stadium             | 0:0      |
| 16 | 27. Oktober 1927   | Oxford University RFC            | Oxford         | Iffley Road                    | 0:3      |
| 17 | 29. Oktober 1927   | Leicestershire Rugby Union       | Leicestershire | Welford Road Stadium           | 20:8     |
| 18 | 02. November 1927  | Cambridge University RUFC        | Cambridge      | Grange Road                    | 18:11    |
| 19 | 05. November 1927  | Combined Services                | London         | Twickenham Stadium             | 13:11    |
| 20 | 12. November 1927  | Irland                           | Dublin         | Lansdowne Road                 | 5:3      |
| 21 | 16. November 1927  | Ulster                           | Belfast        | Ravenhill Stadium              | 11:3     |
| 22 | 19. November 1927  | Durham & Northumberland          | Gosforth       | County Ground                  | 14:9     |
| 23 | 26. November 1927  | Wales                            | Cardiff        | Cardiff Arms Park              | 18:8     |
| 24 | 29. November 1927  | Llanelli RFC                     | Llanelli       | Stradey Park                   | 24:14    |
| 25 | 03. Dezember 1927  | Cardiff RFC                      | Cardiff        | Cardiff Arms Park              | 15:9     |
| 26 | 08. Dezember 1927  | Pontypool RFC                    | Pontypool      | Pontypool Park                 | 3:6      |
| 27 | 10. Dezember 1927  | Lancashire & Cheshire            | Birkenhead     | Birkenhead Park                | 29:11    |
| 28 | 17. Dezember 1927  | Schottland                       | Edinburgh      | Murrayfield Stadium            | 8:10     |
| 29 | 22. Dezember 1927  | Warwickshire & North Midlands    | Coventry       | Coundon Road Stadium           | 8:5      |
| 30 | 31. Dezember 1927  | Gloucestershire & Somerset       | Bristol        | Memorial Stadium               | 13:4     |
| 31 | 07. Januar 1928    | England                          | London         | Twickenham Stadium             | 11:18    |
| 32 | 12. Januar 1928    | France Sud                       | Bordeaux       | Parc Lescure                   | 10:19    |
| 33 | 15. Januar 1928    | Midi-Pyrénées                    | Toulouse       | Stade des Ponts-Jumeaux        | 11:3     |
| 34 | 22. Januar 1928    | Frankreich                       | Colombes       | Stade Olympique Yves-du-Manoir | 11:8     |
| 35 | 28. Januar 1928    | London Counties                  | London         | Twickenham Stadium             | 0:0      |
| 36 | 25. Februar 1928   | Vancouver                        | Vancouver      | Brockton Oval                  | 9:6      |
| 37 | 29. Februar 1928   | Varsity                          | Vancouver      | Brockton Oval                  | 55:3     |
| 38 | 03. März 1928      | Vancouver                        | Vancouver      | Brockton Oval                  | 17:0     |

## Test Matches
| 12. November 1927 | Irland             | 3 : 5         | New South Wales Waratahs             | Lansdowne Road, Dublin Zuschauer: 25.000 Schiedsrichter: Alexander Angus (Schottland) |
| 12. November 1927 | Straftritte: Ganly | (0:5) Bericht | Versuche: Wallace Erhöhungen: Lawton | Lansdowne Road, Dublin Zuschauer: 25.000 Schiedsrichter: Alexander Angus (Schottland) |

Aufstellungen:
- Irland: Maurice Atkinson, William Browne, Allan Buchanan, Eugene Davy, Arthur Douglas, Jimmy Farrell, Jim Ganly, Charles Hanrahan, Hugh McVicker, Jim McVicker, Charles Payne, Theodore Pike, George Stephenson , Henry Stephenson, Mark Sugden
- NSW Waratahs: John Blackwood, Allen Bowers, Wylie Breckenridge, Arthur Finlay, Eric Ford, Jack Ford, Bruce Judd, Tom Lawton, Wallace Meagher, Alec Ross, Geoffrey Storey, Arnold Tancred, Cyril Towers, Johnnie Wallace , Harry Woods

| 26. November 1927 | Wales                                  | 8 : 18        | New South Wales Waratahs                                  | Cardiff Arms Park, Cardiff Zuschauer: 35.000 Schiedsrichter: David Helliwell (England) |
| 26. November 1927 | Versuche: Finch Lewis Erhöhungen: Rees | (3:5) Bericht | Versuche: King Sheehan Wallace (2) Erhöhungen: Lawton (3) | Cardiff Arms Park, Cardiff Zuschauer: 35.000 Schiedsrichter: David Helliwell (England) |

Aufstellungen:
- Wales: Frederick Bowdler, Augustus Broughton, Ernest Finch, Charles Harris, Thomas Hollingdale, David Jenkins, Edward Jenkins, Dan Jones, Iorwerth Jones, Ivor Jones , Roy Jones, Windsor Lewis, Harry Phillips, Tommy Rees, John Roberts
- NSW Waratahs: John Blackwood, Wylie Breckenridge, Arthur Finlay, Eric Ford, Jack Ford, Bruce Judd, Sydney King, Tom Lawton, Wallace Meagher, Alec Ross, William Sheehan, Geoffrey Storey, Arnold Tancred, Johnnie Wallace , Harry Woods

| 17. Dezember 1927 | Schottland                                      | 10 : 8        | New South Wales Waratahs                     | Murrayfield Stadium, Edinburgh Zuschauer: 50.000 Schiedsrichter: W.J. Llewellyn (Wales) |
| 17. Dezember 1927 | Versuche: Graham Welsh Erhöhungen: Drysdale (2) | (5:5) Bericht | Versuche: E. Ford J. Ford Erhöhungen: Lawton | Murrayfield Stadium, Edinburgh Zuschauer: 50.000 Schiedsrichter: W.J. Llewellyn (Wales) |

Aufstellungen:
- Schottland: John Bannerman, Peter Douty, Daniel Drysdale , James Dykes, William Ferguson, James Graham, Harry Greenlees, Robert Kelly, David MacMyn, John Paterson, William Roughead, James Scott, Max Simmers, Edward Taylor, William Welsh
- NSW Waratahs: John Blackwood, Wylie Breckenridge, Arthur Finlay, Eric Ford, Jack Ford, Bruce Judd, Sydney King, Tom Lawton, Sydney Malcolm, Alec Ross, William Sheehan, Geoffrey Storey, Arnold Tancred, Johnnie Wallace , Harry Woods

| 7. Januar 1928 | England                                                                 | 18 : 11        | New South Wales Waratahs                        | Twickenham Stadium, London Zuschauer: 62.000 Schiedsrichter: Tommy Vile (Wales) |
| 7. Januar 1928 | Versuche: Kirwan-Taylor Laird Periton Tucker Erhöhungen: Richardson (3) | (15:5) Bericht | Versuche: E. Ford (2) Towers Erhöhungen: Lawton | Twickenham Stadium, London Zuschauer: 62.000 Schiedsrichter: Tommy Vile (Wales) |

Aufstellungen:
- England: Carl Aarvold, Thomas Colston, Ronald Cove-Smith , Thomas Devitt, William Kirwan-Taylor, Colin Laird, Thomas Lawson, Joe Periton, James Richardson, Kenneth Sellar, Edward Stanbury, Kendrick Stark, Samuel Tucker, David Turquand-Young, Arthur Young
- NSW Waratahs: John Blackwood, Wylie Breckenridge, Arthur Finlay, Eric Ford, Jack Ford, Edward Greatorex, Bruce Judd, Sydney King, Tom Lawton, Sydney Malcolm, Alec Ross, Geoffrey Storey, Cyril Towers, Johnnie Wallace , Harry Woods

| 22. Januar 1928 | Frankreich                                      | 8 : 11         | New South Wales Waratahs                            | Stade Olympique Yves-du-Manoir, Colombes Zuschauer: 40.000 Schiedsrichter: T. J. Bradburn (England) |
| 22. Januar 1928 | Versuche: Bonamy Camel Erhöhungen: A. Béhotéguy | (3:11) Bericht | Versuche: E. Ford Towers Wallace Erhöhungen: Lawton | Stade Olympique Yves-du-Manoir, Colombes Zuschauer: 40.000 Schiedsrichter: T. J. Bradburn (England) |

Aufstellungen:
- Frankreich: André Béhotéguy, Henri Béhotéguy, Raoul Bonamy, André Camel, Albert Cazenave, Clément Dupont, Jean Galia, Adolphe Jauréguy , Charles Lacazedieu, André Loury, Jean Morère, Louis Pellissier, Eugène Ribère, Georges Vaills, Edmond Vellat
- NSW Waratahs: John Blackwood, Malcolm Blair, Wylie Breckenridge, Arthur Finlay, Eric Ford, Charles Fox, Edward Greatorex, Sydney King, Tom Lawton, Sydney Malcolm, Alec Ross, Geoffrey Storey, James Tancred, Cyril Towers, Johnnie Wallace

## Kader

### Management
- Tourmanager: E. G. Shaw
- Kapitän: Johnnie Wallace
- Vizekapitän: Charles Fox

### Spieler

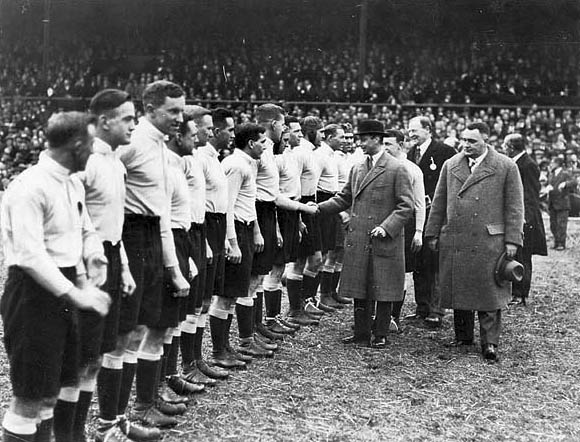
Der spätere König George VI. begrüßt die Spieler vor dem Test Match gegen England

| Spieler         | Position         | Mannschaft        |
| --------------- | ---------------- | ----------------- |
| Jack Duncan     | Halbspieler      | Randwick          |
| Sydney Malcolm  | Halbspieler      | Glebe-Balmain     |
| Francis Meagher | Halbspieler      | Randwick          |
| Tom Lawton      | Halbspieler      | Sydney University |
| Allen Bowers    | Dreiviertelreihe | Eastern Suburbs   |
| J. B. Egan      | Dreiviertelreihe | Eastern Suburbs   |
| Eric Ford       | Dreiviertelreihe | Glebe-Balmain     |
| Campbell Gordon | Dreiviertelreihe | Western Suburbs   |
| Sydney King     | Dreiviertelreihe | Western Suburbs   |
| W. H. Mann      | Dreiviertelreihe | Sydney University |
| William Sheehan | Dreiviertelreihe | Sydney University |
| Cyril Towers    | Dreiviertelreihe | Randwick          |
| Johnnie Wallace | Dreiviertelreihe | Sydney University |
| Alec Ross       | Schlussmann      | Sydney University |

| Spieler            | Position | Mannschaft        |
| ------------------ | -------- | ----------------- |
| John Blackwood     | Stürmer  | Eastern Suburbs   |
| G. V. Bland        | Stürmer  | Manly             |
| Malcolm Blair      | Stürmer  | Western Suburbs   |
| Wylie Breckenridge | Stürmer  | Glebe-Balmain     |
| Arthur Finlay      | Stürmer  | Sydney University |
| Jack Ford          | Stürmer  | Glebe-Balmain     |
| Charles Fox        | Stürmer  | Northern Suburbs  |
| Edward Greatorex   | Stürmer  | Newcastle YMCA    |
| Bruce Judd         | Stürmer  | Western Suburbs   |
| Geoffrey Storey    | Stürmer  | Western Suburbs   |
| Arnold Tancred     | Stürmer  | Glebe-Balmain     |
| James Tancred      | Stürmer  | Glebe-Balmain     |
| Kenneth Tarleton   | Stürmer  | Newcastle YMCA    |
| Edward Thorn       | Stürmer  | Manly             |
| Harry Woods        | Stürmer  | Newcastle YMCA    |